# Chiesa di Sant'Andrea (Pralboino)
La Basilica di Sant'Andrea è la parrocchiale di Pralboino, in provincia e diocesi di Brescia; fa parte della zona pastorale della Bassa Centrale Est.
Costruita alla fine del Settecento in sostituzione del precedente luogo di culto, contiene importanti opere d'arte, fra cui una tela attribuita al Romanino, due del Moretto, due di Sante Cattaneo e l'altare maggiore progettato da Rodolfo Vantini.

## Storia
La chiesa viene costruita tra il 1781 e il 1790 sulle fondamenta di un edificio preesistente, abbattuto nel 1780 dal momento che era fatiscente. Il campanile, alto 35 metri, viene realizzato nel 1804, mentre la facciata rimarrà incompiuta. Il pavimento, originariamente in cotto, è stato rifatto nel 1910.

## Struttura e opere
La facciata, in mattoni al rustico, è ripartita su due ordini di lesene e abbellita da un portale in marmo di Botticino, impostato su colonne di ordine ionico e sormontato da una cimasa ad arco ribassato.
All'interno, la chiesa presenta si sviluppa su una pianta a navata unica lunga 60 metri e larga 15, molto ampia e ariosa. Le pareti sono ritmate da lesene che incorniciano quattro cappelle per lato, ricavate all'interno di grandi archi. Sugli altari del lato destro sono posti, in successione, una Madonna col Bambino e alcuni santi attribuita al Romanino, la Beata Paola Gambara Costa di Luigi Campini e la Pala di Pralboino, del Moretto.
L'altare maggiore è dominato da una grande mensa in marmo di Botticino, progettata dall'architetto Rodolfo Vantini. La maestosità dell'altare, a cui si accede tramite cinque gradini, è sottolineata dai sei alti candelabri in ottone prodotti anch'essi su disegno del Vantini. Il coro ligneo che occupa l'intera parete absidale è sormontato da una tela di Sante Cattaneo riproducente il Martirio di Sant'Andrea, titolare della Chiesa e patrono dei pescatori del fiume Mella.
Sul lato sinistro della navata sono invece degni di nota l'altare di san Flaviano, con pala nuovamente di Sante Cattaneo, e l'altare di san Rocco che ospita un'altra tela del Moretto, la Madonna col Bambino con i santi Rocco e Sebastiano.
L'organo è opera della ditta Bernasconi di Varese e risale al 1875.